# دوک آهنی (فیلم)
دوک آهنی (انگلیسی: The Iron Duke) فیلمی در ژانر زندگی‌نامه‌ای به کارگردانی ویکتور ساویل است که در سال ۱۹۳۴ منتشر شد. از بازیگران آن می‌توان به جرج آرلیس، پیتر گاثورن و گلادیس کوپر اشاره کرد.